# Ньєвес Наварро
Ньєвес Наварро (італ. Nieves Navarro) (10 листопада 1938) — італійська й іспанська акторка.

## Біографія
Народилася 10 листопада 1938 року в Алмере, Андалусія, Іспанія.
Починала кар'єру як модель, працювала ведучою на іспанському ТБ. У кіно дебютувала в комедії Альфонсо Балказара Гранда «Тото Аравійський» (Доріс, 1964). Стала працювати в італійському кіно. Знімалася в спагеті-вестернах під псевдонімом Сьюзен Скотт / Susan Scott. Найвідомішою роллю в цьому жанрі стала Долорес з вестерна Дуччіо Тессарі «Пістолет для Рінго» (1965). У 1967 році вийшла заміж за італійського режисера і продюсера Лучіано Ерколу, в трилерах якого «Смерть приходить на шпильках» (1971) і «Смерть приходить вночі» (1972) виконала свої найкращі ролі. Грала в детективах, трилерах-джалло і еротичних комедіях, в останніх її партнером часто виступав італійський комік Ліно Банфі. Грала в серії еротичних фільмів про Еммануель. У 1981 році намагалася повернутися в іспанське кіно, зіграла в дуеті з Фернандо Реєм в картині «Солодка». У 1989 році виконала роль другого плану в стрічці Алекса Даміано «Casa di piacere», яка виявилася останньою у фільмографії Ньєвес Наварро. Довгий час жила в Барселоні, Іспанія.

## Фільмографія
- Totò d'Arabia (1964)
- Una pistola per Ringo (1965)
- Il ritorno di Ringo (1965)
- Kiss Kiss...Bang Bang (1966)
- È stato lungo, difficile pero adesso... che notte ragazzi! (1966)
- La resa dei conti (1967)
- accia d'angelo (1967)
- El rojo (1967)
- I ragazzi del massacro (1969)
- L'ultimo colpo (1969)
- Amarsi male (1969)
- Amor a todo gas (1969)
- Le foto proibite di una signora per bene (1970)
- Indio Black, sai che ti dico: Sei un gran figlio di... (1971)
- Una nuvola di polvere... un grido di morte... arriva Sartana (1971)
- Agente Howard: 7 minuti per morire (1971)
- La morte cammina con i tacchi alti (1971)
- Tutti i colori del buio, regia di Sergio Martino (1972)
- Rivelazioni di un maniaco sessuale al capo della squadra mobile (1972)
- Hai sbagliato... dovevi uccidermi subito! (1972)
- La morte accarezza a mezzanotte (1972)
- Troppo rischio per un uomo solo (1973)
- Passi di danza su una lama di rasoio (1973)
- Chi ha rubato il tesoro dello scia? (1974)
- Il giudice e la minorenne (1974)
- Los hijos de Scaramouche (1975)
- Сімейний порок (Il vizio di famiglia) (1975)
- Noi siam come le lucciole (1976)
- Il medico... la studentessa (1976)
- C'è una spia nel mio letto (1976)
- Velluto nero (1976)
- Mauricio, mon amour (1976)
- La bidonata (1977)
- Emanuelle e gli ultimi cannibali (1977)
- Emanuelle e Lolita (1978)
- Cugine mie (1978)
- Candide Lolita (1979
- Медсестра у військовій палаті (1979)
- Orgasmo nero, regia di Joe D'Amato (1980)
- La moglie in bianco... l'amante al pepe (1981)
- Miele di donna, regia di Gianfranco Angelucci (1981)
- El fascista, doña Pura y el follón de la escultura (1983)
- Fiori di zucca (1989)
- Casa di piacere (1989)